# Musaad Nour
Mosaad Nour (arabe : مسعد نور), né le 23 avril 1951 à Port-Saïd et mort le 23 avril 2011 dans la capitale égyptienne Le Caire, est un footballeur égyptien.

## Biographie
Surnommé « Kastan », il commence à jouer pour le club de Al-Masry en 1972 avant d'être sélectionné dans l'équipe d'Égypte en 1974. Considéré par beaucoup[Par qui ?] comme le meilleur joueur dans l'histoire de son équipe.

## Club
- Al-Masry (1972-1984, 87 buts marqués)

## Équipe nationale
- 5 buts marqués en équipe d'Égypte entre 1974 et 1981

## Palmarès
- 4e de la CAN 1980 avec l'Égypte
- 3e du championnat d'Égypte avec Al-Masry (1980, 1981, 1984)
- 2 fois finaliste de la Coupe d'Égypte avec Al-Masry (1983, 1984)